# Cañadón Seco
Cañadón Seco, también llamada en la zona «Cañadón», es una localidad del departamento Deseado, al norte de la provincia de Santa Cruz, en la región homónima de la Patagonia argentina. Se integró a partir de 1915. Con el descubrimiento de petróleo, en 1944 en las inmediaciones, se formó un campamento petrolero que pronto se transformaría en un pueblo.
En la actualidad la actividad hidrocarburífera aún es la fuente principal de sustento de la localidad, como es el caso de las ciudades de la zona.

## Toponimia
Se debe a que se ubica a lo largo de un árido cañadón sin vestigios de agua.

## Geografía

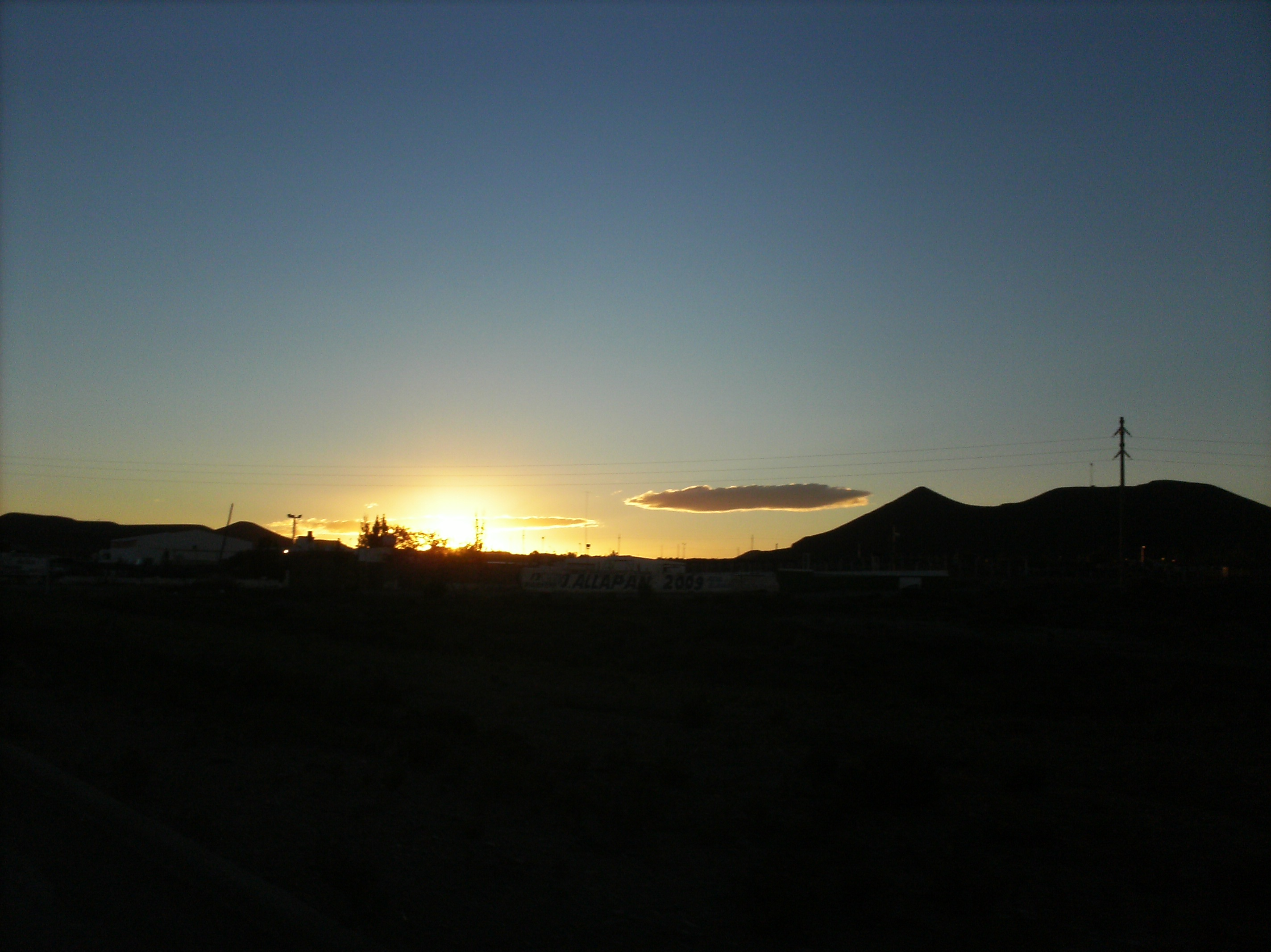
Vista desde la ruta nacional 3 del poblado petrolero y su cerro característico, «El Puntudo».

El pueblo posee una extensión urbana de 2500 ha, estando rodeado el poblado por la meseta patagónica y cañadones cercanos. En el sector sobresale un pico llamado cerro El Puntudo, muy conocido en la Cuenca del Golfo San Jorge y alrededores.

## Clima
Inviernos con ocasionales nevadas y durante el verano se puede disfrutar de las playas, dado que los vientos del cuadrante oeste son secos pero templados.  El viento tiene una velocidad media de 32 km/h.

## Flora
La vegetación es tipo xerófila, en su mayoría arbustos de bajo tamaño, como neneo, zampa, coirón huecú, molle, malaspina, botón de oro. Estas especies son muy adaptables al clima. Sus formas son de hojas duras, espinosas y raíces largas que le permiten alcanzar la humedad del suelo.
Astragalus patagonicus; Stipa humilis; Poa lanuginosa; Ephedra ocreata; Adesmia campestris; Atriplex lampa, yuyo zampa; Atriplex sagittifolium, yuyo zampa; Mulinum spinosum, neneo; Grindelia chiloensis, botón de Oro; Soaeda divaricata; Soaeda argentinesis.
Las comunidades vegetales son pobres, achaparradas y xerófilas en el desértico ambiente de la patagonia extraandina.
En las espaciosas mesetas del interior se advierte la existencia de ejemplares de la estepa arbustiva: duraznillo, neneo, calafate, malaspina, mata negra, colapiche, coirón fino, coirón amarillo, coirón flechita, uña de gato, jume.

## Fauna
Guanacos, zorro, zorrino, liebre, peludo, mara o liebre patagónica, piche
Avifauna: ñandú, garza, gaviota, albatros, petrel
Roedores: tucu-tucu o topo, rata, cuis

## Historia

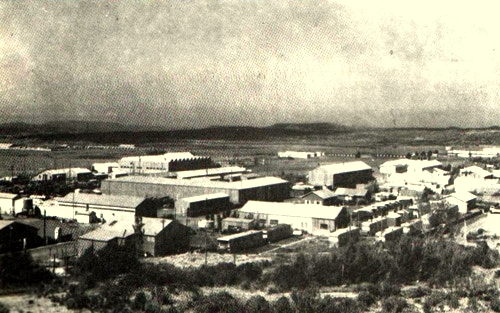
Cañadón Seco en sus inicios de campamento

### Primeros asentamientos
El 30 de noviembre de 1902, el gobierno nacional sanciona la Ley de Tierras 4167, con la cual se instalaron los primeros establecimientos ganaderos en  Cañadón Seco. Entre los primeros pobladores había varios que habían trabajado en la provincia de Buenos Aires en tareas rurales, trayendo en algunos casos dinero para comprar ovejas y comenzar su propio establecimiento. Otros que llegaron más tarde trabajaron en establecimientos ya asentados. Pronto descubrieron que los cañadones permitían que la hacienda paste en verano y en invierno. A su vez las estancias debían situarse alejadas del mar -ya que los pastos allí son más pobres-, pero no tan lejos, dado que en ese caso dificultaría el embarque de su producción. Tomando siempre como punto de referencia el centro de Cañadón Seco se levantan las estancias:
- "La Adelaida": de Urbano Alonso
- "Los Claveles": de Teodoro Wasmuht
- "Las Rosas":  de Eugenio Wasmuht
- "La Guanaca":  de Molina
- "La Paulina":  de B. del Hoyo

Con los años se van abriendo caminos de huella que comunican una estancia con otra. Durante el invierno, las familias solían juntarse en alguna de ellas para proceder al faenamiento de cerdos, además de aprovechar para establecer los vínculos sociales. Debe recordarse que los campos patagónicos son particularmente deshabitados, y los pocos núcleos poblacionales cumplen una función muy importante.

## Población

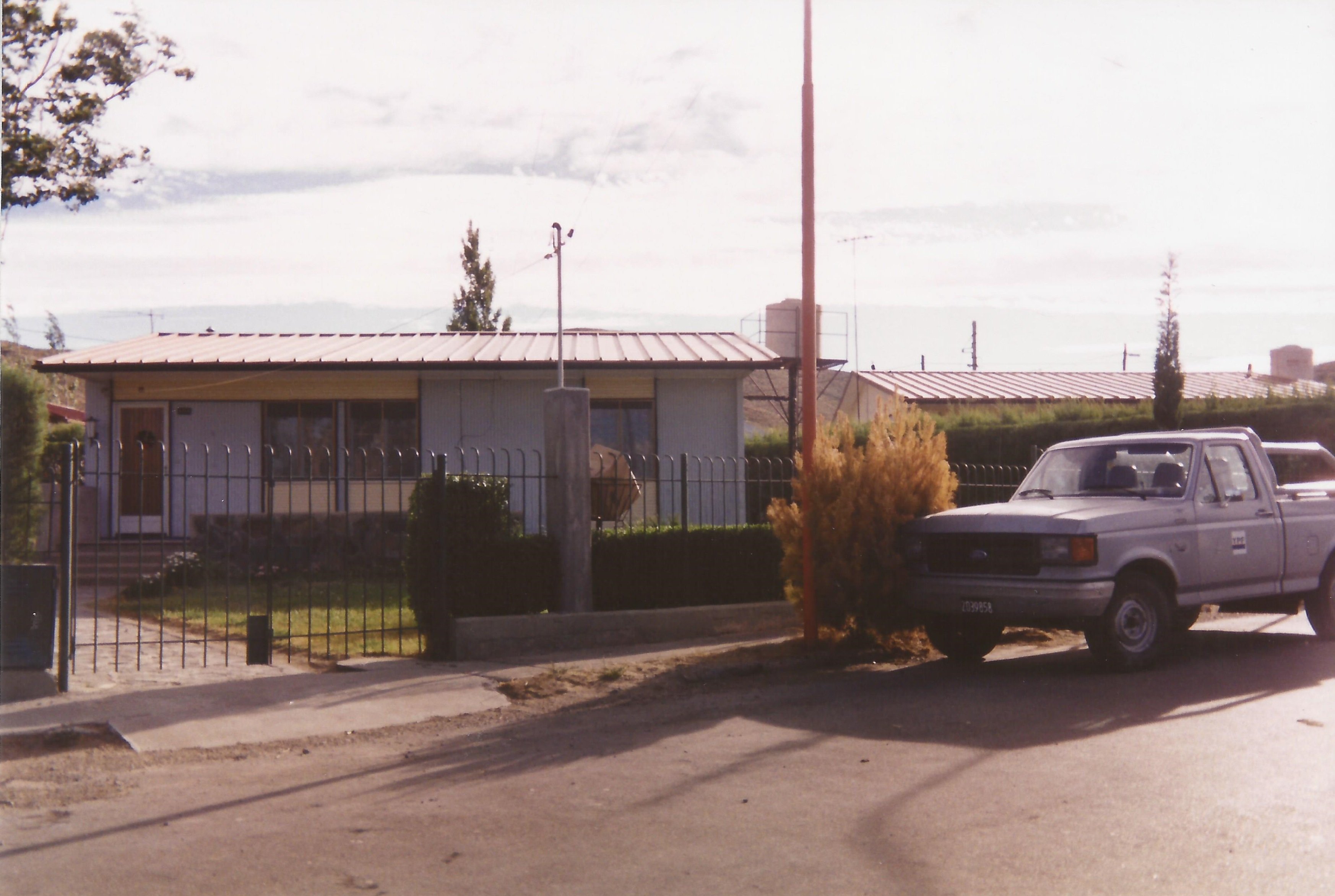
Vivienda y camioneta de YPF en Cañadón Seco, en diciembre de 1994.

Contó con 879 habitantes (Indec, 2010), de los cuales el 406 mujeres y 476 hombres; lo que representó un incremento del 19% frente a los 734 habitantes (Indec, 2001) del censo anterior. En el censo 2022 la población mantuvo su ritmo de crecimiento al alcanzar 921 habitantes. Además, se registraron 356 viviendas.Este dato vuelve a la localidad la comisión de fomento más poblada de la provincia. 
| Gráfica de evolución demográfica de Cañadón Seco entre 1960 y 2022 |
|                                                                    |
| Fuente: censos nacionales del INDEC                                |

Hoy en día por el repunte de la actividad petrolera se calcula una mejora en la cantidad de habitantes.
Se halla a 8,65 km de Caleta Olivia y al sur está separada por 43,35 km de pico Truncado. Dada la cercanía con Caleta, se estipula, que de seguir creciendo la localidad del Gorosito en los próximos años, Cañadón quedaría absorbida por ésta, caso análogo de Caleta Córdova y Manantial Rosales respecto a Comodoro Rivadavia.

## Barrios

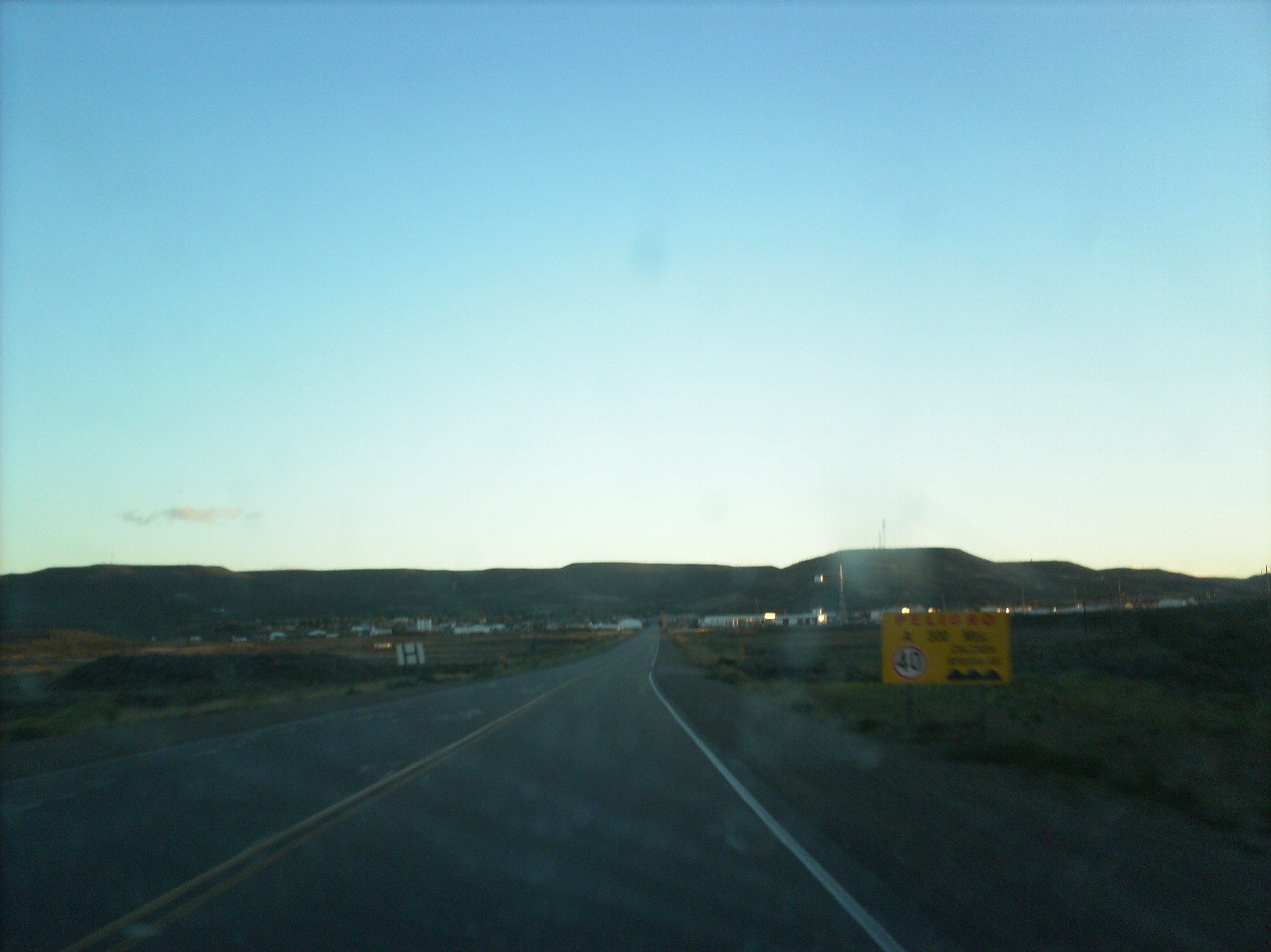
Vista desde la ruta provincial 12 del poblado petrolero.

Son pocos los barrios que contiene la Comisión de Fomento, la mayoría de ellos son industriales
- Industrial
- Dowell
- YPF
- Ex Saipem
- Gas Alto
- Gas Bajo
- Gas del Estado
- Río Colorado
- Judiciales
- Schlumberger

## Principales Avenidas
- Ruta provincial 12
- Ruta provincial 99

### Origen del pueblo como yacimiento

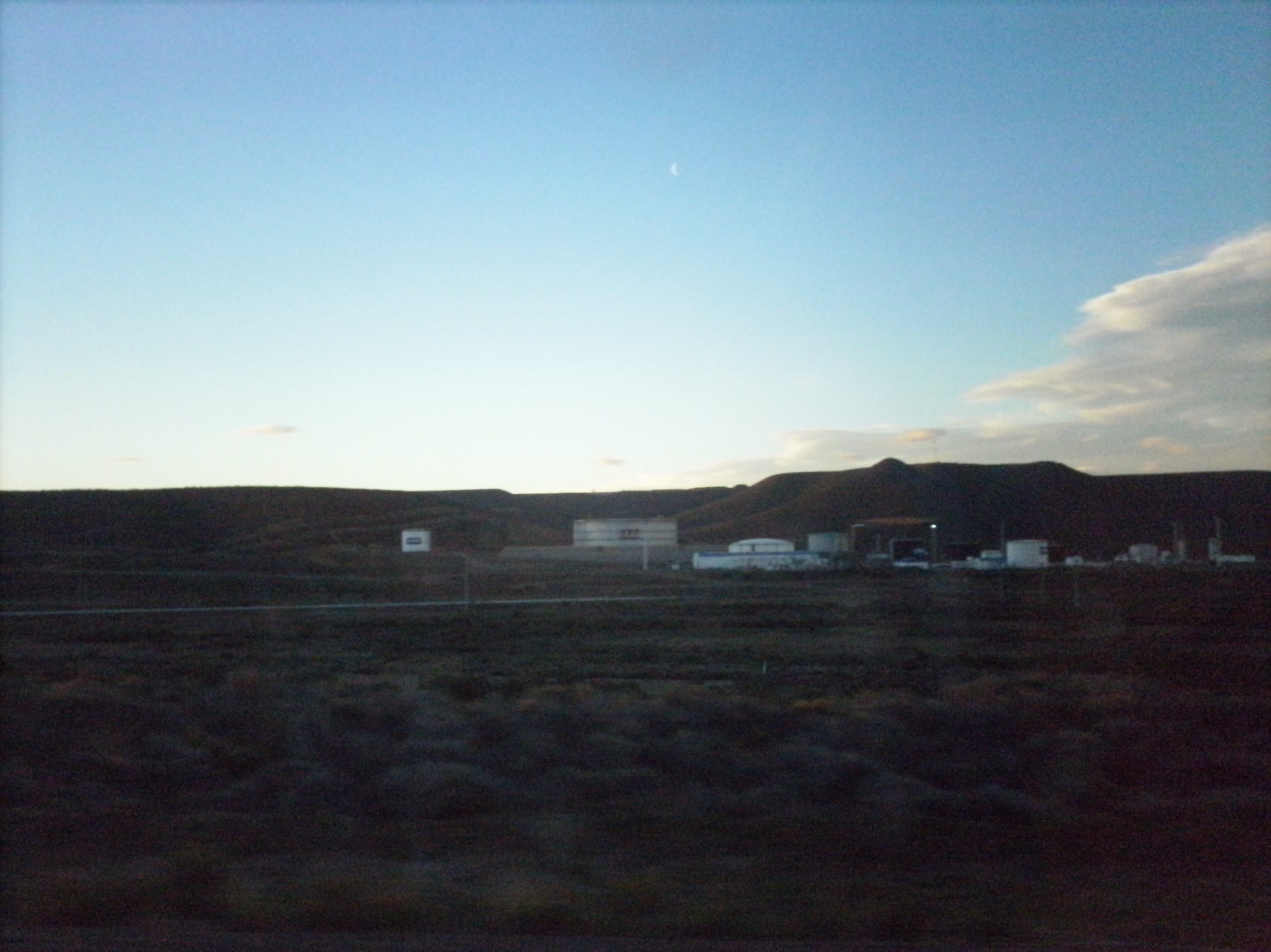
Paseo por los tanques de crudo de la salida de cañadón.

Cañadón Seco tiene una vital relevancia en la historia de Santa Cruz ya que fue allí donde el 26 de junio de 1944 se produjo el descubrimiento del petróleo en esta provincia.
La fecha también se adoptó como día de su fundación institucional. Que se erigió gracias al petroleros pioneros, sin olvidar a las familias rurales que ya estaban en ese lugar antes del descubrimiento del oro negro (enlace roto disponible en Internet Archive; véase el historial, la primera versión y la última)..

### Campamento Vachelli
En octubre de 1942 comienzan a estudiarse la construcción de viviendas y los lineamientos urbanos para un nuevo campamento. En primera instancia se instaló una base para organizar los recursos humanos y materiales. En 1947 la base se convierte en campamento, con lo cual se agregan las comodidades indispensables para el aprovechamiento del oro negro. A este primer campamento se lo designó Campamento Vachelli, en honor probablemente a un jefe de perforación de ese entonces.

### El pueblo
A partir del incipiente Campamento Vachelli se van originando los trazados de la comunidad empresaria y social del lugar. En 1949 comienza la ocupación de las instalaciones urbanas e industriales diseñadas por el arquitecto Alberto Ross. A finales de dicho año, ya había 30 casas para las familias, incluyendo dos grandes para el jefe de campamento y el ingeniero principal.

## Medios de comunicación
Los puntos de acceso más cercanos lo constituían los desembarcaderos naturales de Caleta Olivia y Mazaredo, al cual llegaban numerosas embarcaciones que luego transportaban la producción de la zona (fundamentalmente lana). A partir de allí el transporte se realizaba en carros de ganado.
Entre 1911 y 1912 queda concluido un medio fundamental de transporte para ese entonces: el ferrocarril. El ferrocarril de Comodoro Rivadavia y el Ferrocarril Patagónico llevaron a cabo tareas que dinamizaron la zona. Aunque nunca ninguna de estas líneas atravesó Cañadón o Caleta, los productores vieron multiplicadas sus posibilidades de ofrecer su mercancía.

## Galería

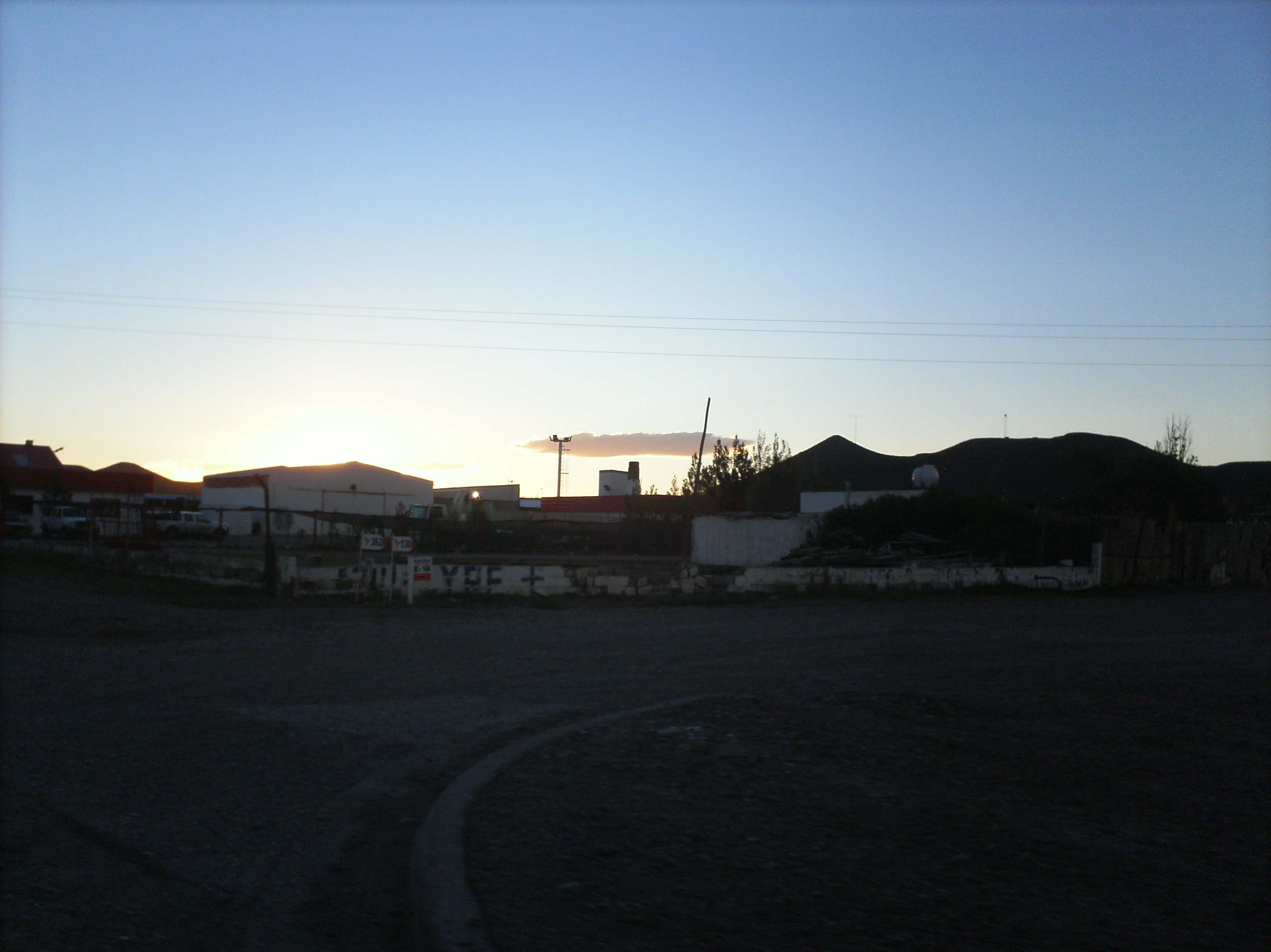
Entrada al pueblo
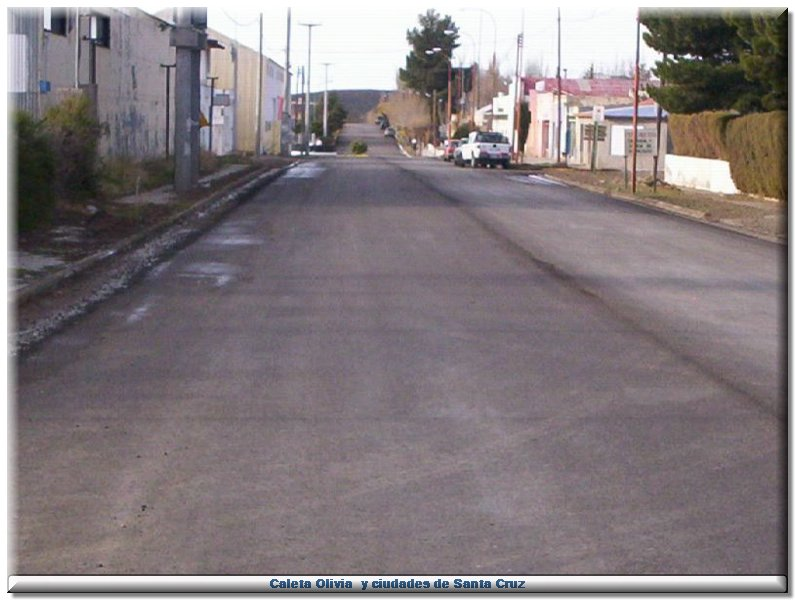
Avda. Vizcacheras
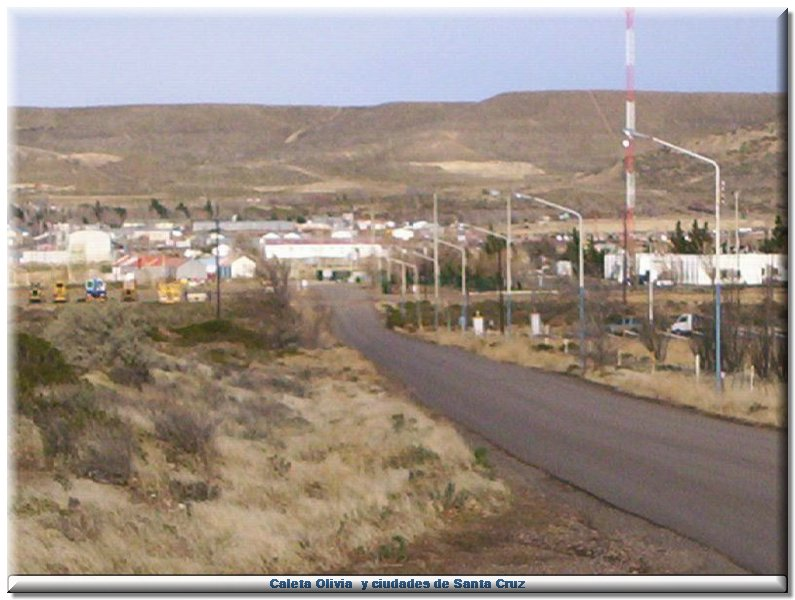
Avda. Néstor Kirchner
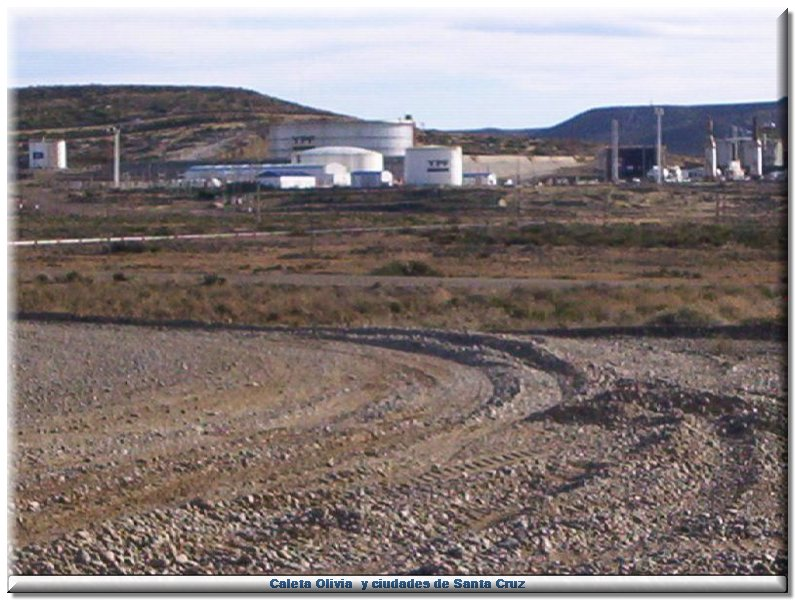
Tanques de YPF en Cañadón
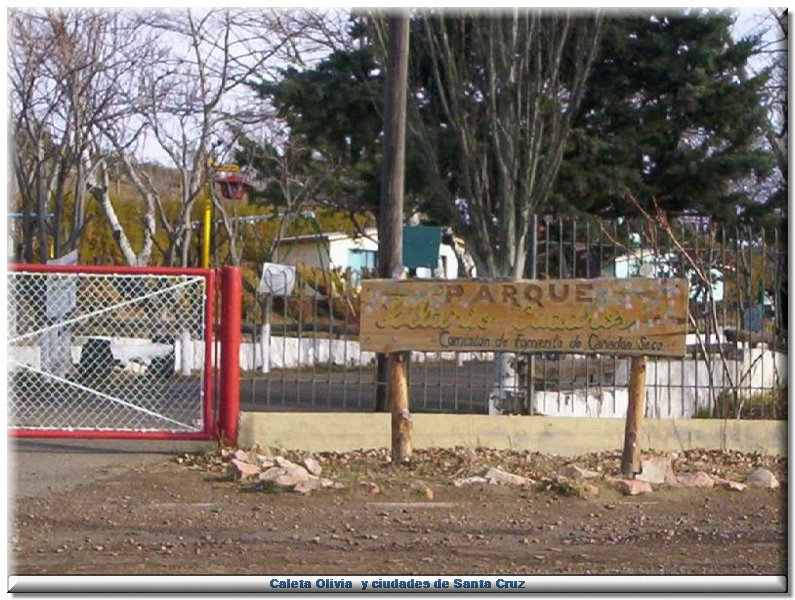
Parque Hilario Cuadros
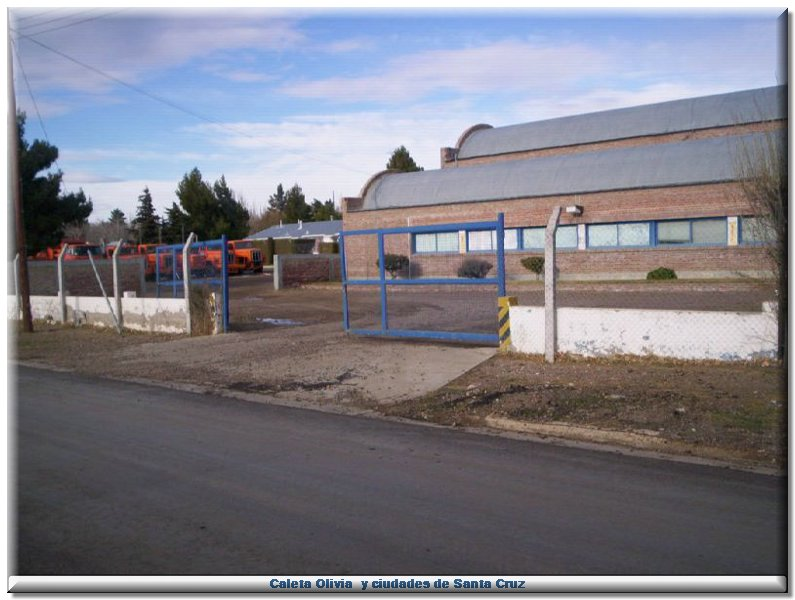
Empresas abandonadas y algunas restauradas se mezclan en la población cañadonense

## Parroquias de la Iglesia católica en Cañadón Seco
| Diócesis  | Río Gallegos               |
| --------- | -------------------------- |
| Parroquia | Nuestra Señora del Rosario |